# Касальи, Юстина
Юстина Касальи (швед. Justina Casagli, 4 октября 1794—1841) — шведская оперная певица. Была известна не только на родине, но и в Италии и Германии.

## Биография
Юстина Касальи родилась в Стокгольме в 1794 г. Её отцом был небогатый производитель гобеленов, старшей сестрой — оперная певица Жанетт Весселиус.
По примеру своей старшей сестры, Юстина в 1805 г. поступила в Dramatens elevskola, где училась у Софии Ловисы Гро. Она была активной ученицей и принимала участие в выступлениях воспитанниц школы.
В 1812 г. её приняли в Королевскую оперу, где она работала 1812—1818 гг. В 1812 году Юстина вышла замуж за итальянского танцовщика балета Луиджи Касальи.
Юстину описывали как грациозную красавицу с прекрасным голосом и отличными драматическими способностями. Как и Жанетт, признанная примадонна шведской оперной сцены, Юстина вошла в число самых ценных певиц Королевской оперы: как её сестра, она получала жалованье в 1000 риксдалеров с доплатой в 400 риксдалеров на концерты и правом шестимесячного отсутствия на обучения. В 1817 г. Юстина Касальи была принята в Шведскую королевскую музыкальную академию вместе с Жанетт Веселиус и Анной Софией Севелин.
В 1818 г. Юстина вместе с мужем покинула Швецию и уехала в Италию. Её дебют состоялся в Турине в постановке Джоаккино Россини «Золушка». Несколько следующих лет она успешно гастролировала по Италии, став тем самым первой шведской оперной певицей, сделавшей международную карьеру. В 1823 г. она спела в Риме в опере Россини «Дева озера», и её успех был настолько грандиозен, что, как говорили, Юстина «сделала себя бессмертной». В 1827 г. в Лукке состоялось её выступление в Il matrimonio segreto Доменико Чимарозы.
В 1827—1831 гг. Юстина работала в Германии в Национальном театре Мюнхен.
Овдовев в 1831 г., Юстина вернулась в Швецию, но в Королевскую шведскую оперу её уже не приняли: голос её уже не был прежним, к тому же её прежнее место было занято Генриеттой Видерберг.
Юстина Касальи провела свои последние годы в Парме. Последние её годы были омрачены финансовыми трудностями, и в 1841 г. она в состоянии депрессии покончила с собой, выбросившись из окна.